# Гальяно, Кристоф
Кристоф Гальяно (фр. Christophe Gagliano; род. 22 мая 1967, Париж) — французский дзюдоист, чемпион и призёр чемпионатов Франции, призёр чемпионатов Европы и мира, бронзовый призёр летних Олимпийских игр 1996 года в Атланте.

## Карьера
Выступал в лёгкой весовой категории (до 71 кг). В 1989—2001 годах дважды становился чемпионом Франции, дважды серебряным и трижды бронзовым призёром чемпионатов страны. Серебряный (1995 год) и бронзовый (1991, 1996—1997 годы) призёр чемпионатов Европы. В 1997 году стал серебряным призёром чемпионата мира. Бронзовый призёр летних Олимпийских игр 1996 года в Атланте.